# RCX code
 (novembre 2024).
La mise en forme du texte ne suit pas les recommandations de Wikipédia : il faut le « wikifier ».
Les points d'amélioration suivants sont les cas les plus fréquents :
- Les titres sont pré-formatés par le logiciel. Ils ne sont ni en capitales, ni en gras.
- Le texte ne doit pas être écrit en capitales (les noms de famille non plus), ni en gras, ni en italique, ni en « petit »…
- Le gras n'est utilisé que pour surligner le titre de l'article dans l'introduction, une seule fois.
- L'italique est rarement utilisé : mots en langue étrangère, titres d'œuvres, noms de bateaux, etc.
- Les citations ne sont pas en italique mais en corps de texte normal. Elles sont entourées par des guillemets français : « et ».
- Les listes à puces sont à éviter, des paragraphes rédigés étant largement préférés. Les tableaux sont à réserver à la présentation de données structurées (résultats, etc.).
- Les appels de note de bas de page (petits chiffres en exposant, introduits par l'outil «  Source ») sont à placer entre la fin de phrase et le point final[comme ça].
- Les liens internes (vers d'autres articles de Wikipédia) sont à choisir avec parcimonie. Créez des liens vers des articles approfondissant le sujet. Les termes génériques sans rapport avec le sujet sont à éviter, ainsi que les répétitions de liens vers un même terme.
- Les liens externes sont à placer uniquement dans une section « Liens externes », à la fin de l'article. Ces liens sont à choisir avec parcimonie suivant les règles définies. Si un lien sert de source à l'article, son insertion dans le texte est à faire par les notes de bas de page.
- La présentation des références doit suivre les conventions bibliographiques. Il est recommandé d'utiliser les modèles {{Ouvrage}}, {{Chapitre}}, {{Article}}, {{Lien web}} et/ou {{Bibliographie}}. Le mode d'édition visuel peut mettre en forme automatiquement les références.
- Insérer une infobox (cadre d'informations à droite) n'est pas obligatoire pour parachever la mise en page.

Pour une aide détaillée, merci de consulter Aide:Wikification.
Si vous pensez que ces points ont été résolus, vous pouvez retirer ce bandeau et améliorer la mise en forme d'un autre article.

RCX Code est un langage de programmation graphique spécialement conçu pour programmer le Lego Mindstorms RCX, un des premiers microcontrôleurs programmables introduits par LEGO pour des créations robotiques. Ce langage permet aux utilisateurs, même débutants, de concevoir et d'exécuter des programmes pour leurs robots à l'aide d'une interface visuelle simple et intuitive.

## Histoire
Le RCX Code a été introduit à la fin des années 1990, en même temps que le système LEGO Mindstorms, qui a révolutionné l'approche de l'éducation robotique. Le microcontrôleur RCX a été populaire dans les écoles et chez les amateurs de robotique, facilitant l'apprentissage des concepts fondamentaux de la programmation et de la robotique.

## Interface et utilisation
L'interface de RCX Code est construite autour d'une représentation visuelle des programmes sous forme de blocs de code. Chaque bloc correspond à une action ou une instruction spécifique, comme le contrôle des moteurs, la lecture des capteurs ou l'attente de conditions particulières.
Les utilisateurs programment leur robot en sélectionnant et en assemblant des blocs pour créer des séquences d'actions. Une fois le programme terminé, il est transféré vers le microcontrôleur RCX via un module infrarouge, qui exécute ensuite les instructions.

## Fonctionnalités principales
- Contrôle des moteurs : Les blocs de code permettent de démarrer, arrêter et contrôler la vitesse des moteurs connectés.
- Lecture des capteurs : Les capteurs de lumière, de toucher et de rotation peuvent être utilisés pour prendre des décisions ou déclencher des actions spécifiques.
- Boucles et conditions : RCX Code permet d'utiliser des structures de contrôle comme des boucles répétitives et des instructions conditionnelles pour des comportements plus complexes.
- Programmation événementielle : Les programmes peuvent être déclenchés par des événements spécifiques, tels que la détection d'obstacles ou un changement de lumière.

## Importance éducative
RCX Code a joué un rôle crucial dans l'éducation STEM (science, technologie, ingénierie et mathématiques), permettant aux élèves de développer leurs compétences en logique et en résolution de problèmes tout en s'amusant avec les ensembles LEGO. Ce langage simple et visuel a rendu la programmation accessible à une nouvelle génération d'apprenants, inspirant de nombreux jeunes à s'intéresser à la robotique et à la programmation.

## Alternatives et évolutions
Après le RCX, LEGO a introduit des microcontrôleurs plus avancés, comme le NXT et le EV3, avec des langages de programmation plus sophistiqués et des fonctionnalités améliorées. Ces nouvelles plateformes ont supplanté le RCX Code, mais l'impact de ce langage reste notable dans l'histoire de la robotique éducative. 